# Olympische Winterspiele 2022/Ski Alpin – Mannschaftswettbewerb
Der Mannschaftswettbewerb im alpinen Skisport bei den Olympischen Winterspielen 2022 wurde am 20. Februar ab 9:00 Uhr Ortszeit (2:00 Uhr MEZ) Uhr ausgetragen. Ursprünglich sollte das Rennen bereits einen Tag früher abgehalten werden, wurde aber aufgrund von heftigen Winden auf den letzten Wettkampftag verschoben. Austragungsort war das Nationale Ski-Alpin-Zentrum Xiaohaituo.
Die Siegerehrung fand im Anschluss an das Rennen im Zielbereich des Kurses statt. Die Medaillen überreichte der Mongole Battushig Batbold als Mitglied des Internationalen Olympischen Komitees. Begleitet wurde er dabei von Michel Vion aus Frankreich, dem Generalsekretär der FIS. Dieser übergab die Blumen an die Medaillengewinner. Im Anschluss wurde die Nationalhymne zu Ehren des Siegers bzw. der Siegerin gespielt.

## Regeln
Das Rennen wurde in Form eines Parallel-Slaloms (mit Riesenslalom-Toren) ausgetragen. Jedes Team stellte je zwei Athleten und Athletinnen; es bestand auch die Möglichkeit, zwei Reserveläufer einzusetzen. Bei jedem Duell zwischen zwei Teams gab es vier Läufe, wobei der Gewinner eines Laufes einen Punkt für sein Team errang. Der erste und dritte Lauf war jeweils Frau gegen Frau, der zweite und vierte Lauf jeweils Mann gegen Mann. Falls nach vier Läufen das Ergebnis 2:2 lautete, entschied die Addition der Laufzeiten des besseren Mannes und der besseren Frau eines Teams.
Die Begegnungen im Achtelfinale wurden entsprechend dem Stand in der Nationenwertung des Alpinen Skiweltcups unmittelbar vor Beginn der Olympischen Winterspiele festgelegt.

## Endergebnis
| Rang | Land               | Athleten |
| ---- | ------------------ | --- |
| 1    | Österreich         | Katharina Huber Katharina Liensberger Katharina Truppe Stefan Brennsteiner Michael Matt Johannes Strolz                  |
| 2    | Deutschland        | Emma Aicher Lena Dürr Julian Rauchfuss Alexander Schmid Linus Straßer                                                    |
| 3    | Norwegen           | Mina Fürst Holtmann Thea Louise Stjernesund Maria Therese Tviberg Timon Haugan Fabian Wilkens Solheim Rasmus Windingstad |
| 4    | Vereinigte Staaten | A J Hurt Paula Moltzan Mikaela Shiffrin Tommy Ford River Radamus Luke Winters                                            |
| 5    | Frankreich         | Clara Direz Coralie Frasse Sombet Tessa Worley Mathieu Faivre Thibaut Favrot Alexis Pinturault                           |
| 6    | Schweiz            | Andrea Ellenberger Wendy Holdener Camille Rast Gino Caviezel Justin Murisier                                             |
| 7    | Slowenien          | Ana Bucik Tina Robnik Andreja Slokar Miha Hrobat Žan Kranjec                                                             |
| 8    | Italien            | Marta Bassino Federica Brignone Nicol Delago Luca De Aliprandini Tommaso Sala Alex Vinatzer                              |
| 9    | Kanada             | Cassidy Gray Erin Mielzynski Trevor Philp Erik Read                                                                      |
| 10   | Polen              | Zuzanna Czapska Maryna Gąsienica-Daniel Magdalena Łuczak Michał Jasiczek Paweł Pyjas                                     |
| 11   | ROC                | Anastasija Gornostajewa Julija Pleschkowa Iwan Kusnezow Jekaterina Tkatschenko Alexander Andrijenko                      |
| 12   | Slowakei           | Petra Hromcová Rebeka Jančová Adam Žampa Andreas Žampa                                                                   |
| 13   | Schweden           | Hanna Aronsson Elfman Hilma Lövblom Kristoffer Jakobsen Mattias Rönngren                                                 |
| 14   | Tschechien         | Tereza Nová Elese Sommerová Kryštof Krýzl Jan Zabystřan                                                                  |
| 15   | China              | Kong Fanying Ni Yueming Xu Mingfu Zhang Yangming                                                                         |

Teilnehmer in kursiv geschrieben blieben ohne Einsatz, erhalten jedoch wie alle Teammitglieder eine Medaille.

## Raster
|  | Achtelfinale | Achtelfinale       | Achtelfinale |                    |                    | Viertelfinale    | Viertelfinale    | Viertelfinale      |   |  | Halbfinale | Halbfinale | Halbfinale |  |  | Finale | Finale | Finale |
|  |              |                    |              |                    |                    |                  |                  |                    |   |  |            |            |            |  |  |        |        |        |
|  |              |                    |              |                    |                    |                  |                  |                    |   |  |            |            |            |  |  |        |        |        |
|  |              |                    |              |                    |                    |                  |                  |                    |   |  |            |            |            |  |  |        |        |        |
|  | 1            | Österreich         | 3            |                    |                    |                  |                  |                    |   |  |            |            |            |  |  |        |        |        |
|  | 1            | Österreich         | 3            |                    |                    |                  |                  |                    |   |  |            |            |            |  |  |        |        |        |
|  |              |                    | 8            | Slowenien          | 1                  |                  |                  |                    |   |  |            |            |            |  |  |        |        |        |
|  | 8            | Slowenien          | 8            | Slowenien          | 1                  | 2                |                  |                    |   |  |            |            |            |  |  |        |        |        |
|  | 8            | Slowenien          |              |                    |                    | 2                |                  |                    |   |  |            |            |            |  |  |        |        |        |
|  | 9            | Kanada             | 2            |                    |                    |                  |                  |                    |   |  |            |            |            |  |  |        |        |        |
|  | 9            | Kanada             | 2            | 1                  | Österreich         | 2                |                  |                    |   |  |            |            |            |  |  |        |        |        |
|  |              |                    |              | 1                  | Österreich         | 2                |                  |                    |   |  |            |            |            |  |  |        |        |        |
|  |              | 4                  | Norwegen     | 2                  |                    |                  |                  |                    |   |  |            |            |            |  |  |        |        |        |
|  | 5            | 4                  | Norwegen     | 2                  | Frankreich         | 3                |                  |                    |   |  |            |            |            |  |  |        |        |        |
|  | 5            |                    |              |                    | Frankreich         | 3                |                  |                    |   |  |            |            |            |  |  |        |        |        |
|  | 12           | Tschechien         | 1            |                    |                    |                  |                  |                    |   |  |            |            |            |  |  |        |        |        |
|  | 12           | Tschechien         | 1            | 5                  | Frankreich         | 2                |                  |                    |   |  |            |            |            |  |  |        |        |        |
|  |              |                    |              | 5                  | Frankreich         | 2                |                  |                    |   |  |            |            |            |  |  |        |        |        |
|  |              |                    | 4            | Norwegen           | 2                  |                  |                  |                    |   |  |            |            |            |  |  |        |        |        |
|  | 4            | Norwegen           | 4            | Norwegen           | 2                  | 2                |                  |                    |   |  |            |            |            |  |  |        |        |        |
|  | 4            | Norwegen           |              |                    |                    |                  |                  |                    |   |  |            |            |            |  |  |        |        |        |
|  | 13           | Polen              | 2            |                    |                    |                  |                  |                    |   |  |            |            |            |  |  |        |        |        |
|  | 13           | Polen              | 2            | 1                  | Österreich         | 2                |                  |                    |   |  |            |            |            |  |  |        |        |        |
|  |              |                    |              |                    |                    |                  |                  |                    |   |  |            |            |            |  |  |        |        |        |
|  |              | 7                  | Deutschland  | 2                  |                    |                  |                  |                    |   |  |            |            |            |  |  |        |        |        |
|  | 3            | 7                  | Deutschland  | 2                  | Italien            | 3                |                  |                    |   |  |            |            |            |  |  |        |        |        |
|  | 3            |                    |              |                    | Italien            | 3                |                  |                    |   |  |            |            |            |  |  |        |        |        |
|  | 14           | ROC                | 1            |                    |                    |                  |                  |                    |   |  |            |            |            |  |  |        |        |        |
|  | 14           | ROC                | 1            | 3                  | Italien            | 1                |                  |                    |   |  |            |            |            |  |  |        |        |        |
|  |              |                    |              | 3                  | Italien            | 1                |                  |                    |   |  |            |            |            |  |  |        |        |        |
|  |              |                    | 6            | Vereinigte Staaten | 3                  |                  |                  |                    |   |  |            |            |            |  |  |        |        |        |
|  | 6            | Vereinigte Staaten | 6            | Vereinigte Staaten | 3                  | 3                |                  |                    |   |  |            |            |            |  |  |        |        |        |
|  | 6            | Vereinigte Staaten |              |                    |                    | 3                |                  |                    |   |  |            |            |            |  |  |        |        |        |
|  | 11           | Slowakei           | 1            |                    |                    |                  |                  |                    |   |  |            |            |            |  |  |        |        |        |
|  | 11           | Slowakei           | 1            | 6                  | Vereinigte Staaten | 1                |                  |                    |   |  |            |            |            |  |  |        |        |        |
|  |              |                    |              | 6                  | Vereinigte Staaten | 1                |                  |                    |   |  |            |            |            |  |  |        |        |        |
|  |              | 7                  | Deutschland  | 3                  |                    |                  |                  |                    |   |  |            |            |            |  |  |        |        |        |
|  | 7            | 7                  | Deutschland  | 3                  | Deutschland        | 3                |                  |                    |   |  |            |            |            |  |  |        |        |        |
|  | 7            |                    |              |                    |                    |                  |                  |                    |   |  |            |            |            |  |  |        |        |        |
|  | 10           | Schweden           | 1            |                    |                    | Rennen um Bronze | Rennen um Bronze | Rennen um Bronze   |   |  |            |            |            |  |  |        |        |        |
|  | 10           | Schweden           | 1            | 7                  | Deutschland        | Rennen um Bronze | Rennen um Bronze | Rennen um Bronze   | 2 |  |            |            |            |  |  |        |        |        |
|  |              |                    |              | 7                  | Deutschland        | 4                | Norwegen         | 2                  | 2 |  |            |            |            |  |  |        |        |        |
|  |              |                    | 2            | Schweiz            | 2                  | 4                | Norwegen         | 2                  |   |  |            |            |            |  |  |        |        |        |
|  | 2            | Schweiz            | 2            | Schweiz            | 2                  | 4                | 6                | Vereinigte Staaten | 2 |  |            |            |            |  |  |        |        |        |
|  | 2            | Schweiz            |              |                    |                    |                  |                  | Vereinigte Staaten | 2 |  |            |            |            |  |  |        |        |        |
|  | 15           | China              | 0            |                    |                    |                  |                  |                    |   |  |            |            |            |  |  |        |        |        |

## Detailergebnisse

### Achtelfinale
| # | Slowenien      | Zeit (s) | Kanada          | Zeit (s) | Punkte |
| - | -------------- | -------- | --------------- | -------- | ------ |
| 1 | Ana Bucik      | 25,96    | Erin Mielzynski | 24,71    | 0:1    |
| 2 | Miha Hrobat    | 24,50    | Erik Read       | 24,59    | 1:1    |
| 3 | Andreja Slokar | 24,07    | Cassidy Gray    | 25,09    | 2:1    |
| 4 | Žan Kranjec    | 23,85    | Trevor Philp    | 23,53    | 2:2    |

Slowenien aufgrund der besseren Laufzeiten (47,92 s zu 48,24 s) im Viertelfinale.
| # | Frankreich            | Zeit (s) | Tschechien      | Zeit (s) | Punkte |
| - | --------------------- | -------- | --------------- | -------- | ------ |
| 1 | Tessa Worley          | 25,10    | Elese Sommerová | DSQ      | 1:0    |
| 2 | Alexis Pinturault     | 24,09    | Kryštof Krýzl   | 24,32    | 2:0    |
| 3 | Coralie Frasse Sombet | 25,01    | Tereza Nová     | DNF      | 3:0    |
| 4 | Mathieu Faivre        | 24,13    | Jan Zabystřan   | 24,02    | 3:1    |

| # | Norwegen                | Zeit (s) | Polen                   | Zeit (s) | Punkte |
| - | ----------------------- | -------- | ----------------------- | -------- | ------ |
| 1 | Maria Therese Tviberg   | DNF      | Maryna Gąsienica-Daniel | 24,94    | 0:1    |
| 2 | Timon Haugan            | 24,36    | Michał Jasiczek         | 24,66    | 1:1    |
| 3 | Thea Louise Stjernesund | 24,28    | Magdalena Łuczak        | DSQ      | 2:1    |
| 4 | Fabian Wilkens Solheim  | DNF      | Paweł Pyjas             | 24,71    | 2:2    |

Norwegen aufgrund der besseren Laufzeiten (48,64 s zu 49,60 s) im Viertelfinale.
| # | Italien             | Zeit (s) | ROC                    | Zeit (s) | Punkte |
| - | ------------------- | -------- | ---------------------- | -------- | ------ |
| 1 | Federica Brignone   | 25,25    | Julija Pleschkowa      | DNF      | 1:0    |
| 2 | Luca De Aliprandini | 24,14    | Iwan Kusnezow          | 24,18    | 2:0    |
| 3 | Marta Bassino       | 25,64    | Jekaterina Tkatschenko | 26,03    | 3:0    |
| 4 | Alex Vinatzer       | 24,51    | Alexander Andrijenko   | 24,22    | 3:1    |

| # | Vereinigte Staaten | Zeit (s) | Slowakei       | Zeit (s) | Punkte |
| - | ------------------ | -------- | -------------- | -------- | ------ |
| 1 | Mikaela Shiffrin   | 25,91    | Rebeka Jančová | 26,55    | 1:0    |
| 2 | River Radamus      | 24,00    | Andreas Žampa  | DNF      | 2:0    |
| 3 | Paula Moltzan      | 24,98    | Petra Hromcová | 26,45    | 3:0    |
| 4 | Tommy Ford         | 24,72    | Adam Žampa     | 24,53    | 3:1    |

| # | Deutschland      | Zeit (s) | Schweden              | Zeit (s) | Punkte |
| - | ---------------- | -------- | --------------------- | -------- | ------ |
| 1 | Emma Aicher      | 25,15    | Hanna Aronsson Elfman | DNF      | 1:0    |
| 2 | Linus Straßer    | 24,17    | Mattias Rönngren      | DNF      | 2:0    |
| 3 | Lena Dürr        | 24,84    | Hilma Lövblom         | DNF      | 3:0    |
| 4 | Alexander Schmid | 24,05    | Kristoffer Jakobsen   | 23,73    | 3:1    |

| # | Schweiz            | Zeit (s) | China          | Zeit (s) | Punkte |
| - | ------------------ | -------- | -------------- | -------- | ------ |
| 1 | Wendy Holdener     | 25,89    | Ni Yueming     | 26,45    | 1:0    |
| 2 | Justin Murisier    | 24,48    | Xu Mingfu      | 26,52    | 2:0    |
| 3 | Andrea Ellenberger | 25,49    | Kong Fanying   | 28,54    | 3:0    |
| 4 | Gino Caviezel      | 24,16    | Zhang Yangming | 26,04    | 4:0    |

### Viertelfinale
| # | Österreich            | Zeit (s) | Slowenien      | Zeit (s) | Punkte |
| - | --------------------- | -------- | -------------- | -------- | ------ |
| 1 | Katharina Truppe      | 25,47    | Andreja Slokar | DNF      | 1:0    |
| 2 | Stefan Brennsteiner   | 23,98    | Miha Hrobat    | DNF      | 2:0    |
| 3 | Katharina Liensberger | 25,19    | Tina Robnik    | 25,23    | 3:0    |
| 4 | Johannes Strolz       | DNF      | Žan Kranjec    | 24,19    | 3:1    |

| # | Frankreich            | Zeit (s) | Norwegen                | Zeit (s) | Punkte |
| - | --------------------- | -------- | ----------------------- | -------- | ------ |
| 1 | Tessa Worley          | 24,51    | Thea Louise Stjernesund | 24,15    | 0:1    |
| 2 | Alexis Pinturault     | 23,74    | Timon Haugan            | DNF      | 1:1    |
| 3 | Coralie Frasse Sombet | 24,58    | Maria Therese Tviberg   | 25,28    | 2:1    |
| 4 | Mathieu Faivre        | 24,24    | Fabian Wilkens Solheim  | 24,08    | 2:2    |

Norwegen aufgrund der besseren Laufzeiten (49,09 s zu 48,23 s) im Halbfinale.
| # | Italien             | Zeit (s) | Vereinigte Staaten | Zeit (s) | Punkte |
| - | ------------------- | -------- | ------------------ | -------- | ------ |
| 1 | Federica Brignone   | 25,02    | Paula Moltzan      | 24,46    | 0:1    |
| 2 | Luca De Aliprandini | DNF      | Tommy Ford         | 24,49    | 0:2    |
| 3 | Marta Bassino       | 25,08    | Mikaela Shiffrin   | 25,10    | 1:2    |
| 4 | Alex Vinatzer       | 24,82    | River Radamus      | 24,06    | 1:3    |

| # | Deutschland      | Zeit (s) | Schweiz            | Zeit (s) | Punkte |
| - | ---------------- | -------- | ------------------ | -------- | ------ |
| 1 | Emma Aicher      | DNF      | Wendy Holdener     | 25,13    | 0:1    |
| 2 | Alexander Schmid | 23,70    | Justin Murisier    | 24,34    | 1:1    |
| 3 | Lena Dürr        | 24,80    | Andrea Ellenberger | 24,93    | 2:1    |
| 4 | Linus Straßer    | DNF      | Gino Caviezel      | 24,11    | 2:2    |

Deutschland aufgrund der besseren Laufzeiten (48,50 s zu 49,04 s) im Halbfinale.

### Halbfinale
| # | Österreich            | Zeit (s) | Norwegen                | Zeit (s) | Punkte |
| - | --------------------- | -------- | ----------------------- | -------- | ------ |
| 1 | Katharina Truppe      | 25,05    | Thea Louise Stjernesund | 24,62    | 0:1    |
| 2 | Stefan Brennsteiner   | 23,84    | Timon Haugan            | 24,46    | 1:1    |
| 3 | Katharina Liensberger | 24,44    | Maria Therese Tviberg   | 25,30    | 2:1    |
| 4 | Johannes Strolz       | 24,69    | Fabian Wilkens Solheim  | 24,27    | 2:2    |

Österreich aufgrund der besseren Laufzeiten (48,28 s zu 48,89 s) im Finale.
| # | Vereinigte Staaten | Zeit (s) | Deutschland      | Zeit (s) | Punkte |
| - | ------------------ | -------- | ---------------- | -------- | ------ |
| 1 | Mikaela Shiffrin   | 25,03    | Lena Dürr        | 24,93    | 0:1    |
| 2 | River Radamus      | 23,96    | Linus Straßer    | 24,69    | 1:1    |
| 3 | Paula Moltzan      | DNF      | Emma Aicher      | DNF      | 1:2    |
| 4 | Tommy Ford         | 24,84    | Alexander Schmid | 24,00    | 1:3    |

Da Emma Aicher nach Paula Moltzan ausschied, wurde der Lauf zu Gunsten Deutschlands gewertet.

### Rennen um Bronze
| # | Vereinigte Staaten | Zeit (s) | Norwegen                | Zeit (s) | Punkte |
| - | ------------------ | -------- | ----------------------- | -------- | ------ |
| 1 | Paula Moltzan      | 24,72    | Maria Therese Tviberg   | 25,46    | 1:0    |
| 2 | Tommy Ford         | 24,96    | Fabian Wilkens Solheim  | 24,02    | 1:1    |
| 3 | Mikaela Shiffrin   | 24,84    | Thea Louise Stjernesund | 24,32    | 1:2    |
| 4 | River Radamus      | 24,04    | Timon Haugan            | DNF      | 2:2    |

Norwegen aufgrund der besseren Laufzeiten (48,76 s zu 48,34 s) auf Platz 3.

### Finale
| # | Österreich            | Zeit (s) | Deutschland      | Zeit (s) | Punkte |
| - | --------------------- | -------- | ---------------- | -------- | ------ |
| 1 | Katharina Truppe      | 25,11    | Lena Dürr        | 24,59    | 0:1    |
| 2 | Stefan Brennsteiner   | 23,72    | Julian Rauchfuss | 24,33    | 1:1    |
| 3 | Katharina Liensberger | 24,55    | Emma Aicher      | DNF      | 2:1    |
| 4 | Johannes Strolz       | 25,17    | Alexander Schmid | 23,87    | 2:2    |

Österreich aufgrund der besseren Laufzeiten (48,27 s zu 48,46 s) auf Platz 1.